# Hug II d'Empúries
Hug II d'Empúries (?, ca.1035 - ?, 1116) va ser comte d'Empúries des de 1078 fins a la seva mort el 1116.

## Biografia
Fill primogènit de Ponç I d'Empúries i d'Adelaida de Besalú. Va quedar-se amb el comtat d'Empúries a la mort del seu pare, mentre que el seu germà Berenguer va quedar-se amb el vescomtat de Peralada. Originalment, Ponç I havia establert per testament que ambdós germans regnessin en condomini el comtat, però no van respectar la darrera voluntat del comte i, finalment, els germans van dividir-se l'herència, si bé Berenguer va esdevenir feudatari del seu germà.
Va ser el primer comte privatiu d'Empúries en encunyar moneda pròpia. Tanmateix, va viatjar fins a llocs sagrats pel cristianisme com Santiago de Compostel·la i Jerusalem.
Se'l considera el comte que va traslladar la capitalitat del comtat definitivament des de l'antiga Empúries a una nova seu a Castelló d'Empúries. Aquesta tesi ha estat discutida pels historiadors a causa de la inexistència de documentació concreta al respecte i també la desconeixença de les destruccions de la ciutat d'Empúries; Negre considera que fou en època del comte Hug II, si bé és possible que en temps del seu pare, Ponç I, línia que segueix Balañà, la que havia estat l'antiga colònia grega ja estigués en franca decadència o fins i tot oblidada a partir de 1078, basant-se en la data de consagració de la parròquia de Santa Maria de Castelló d'Empúries.
Pel que fa a les relacions amb altres comtes, va acordar amb Guislabert II de Rosselló un conveni de col·laboració contra els enemics comuns, així com altres acords respecte al govern interior. També va ser conseller de Ramon Berenguer III per l'expedició i l'expedició i croada pisano-catalana contra Mayurqa, en la qual també participà, el 1114.
D'altra banda, les relacions amb l'Església van ser difícils i tingué moltes disputes. Així tot i que feu donacions al monestir de Sant Pere de Rodes, va disputar amb els canonges de Girona i amb el bisbe Berenguer Guifré sobre delmes de la parròquia de Santa Maria de Castelló d'Empúries.

### Descendència
Casà amb Sança d'Urgell, filla d'Ermengol IV d'Urgell. La parella va tenir sis fills:
- Ponç (c.1070-c.1154)
- Hug (?-?)
- Ramon (?-?)
- Beatriu (?-?)
- Agnès (?-?)
- Sança (?-?)